# بين غرين
بين غرين (بالإنجليزية: Ben Green)‏ (و. 1977 – م) هو رياضياتي، وأستاذ جامعي، من المملكة المتحدة، ولد في برستل، شارك في الأولمبياد الدولي للرياضيات، وهو عضوٌ في مجتمع الرياضيات الأمريكي (منذ 2012)، والجمعية الملكية (منذ 2010).

## التعليم
تعلم في كلية الثالوث، كامبريدج.

## مناصب وهيئات
أدار جامعة برستل.

## جوائز
حصل على جوائز منها:
- وسام سيلفستر (2014)
- Gauss Lectureship [الإنجليزية]‏ (2013)
- جائزة الجمعية الأوروبية للرياضيات [الإنجليزية]‏ (2008)
- SASTRA Ramanujan Prize [الإنجليزية]‏ (2007)
- جائزة وايتهيد (2005)
- جائزة أوستروفسكي (2005)
- جائزة سالم (2005)
- Clay Research Award [الإنجليزية]‏ (2004).